# Taunus Wunderland
Pour les articles homonymes, voir Taunus (homonymie).
 (mai 2014).
Taunus Wunderland est un parc d'attractions situé à Schlangenbad, au nord de Wiesbaden, dans le Hesse. 

## Histoire
Taunus Wunderland a été inauguré le 12 mai 1966 par Gunhilde Maxeiner et son mari en tant que bois des contes de fées et zoo pour enfants. Plus de 400 animaux étaient présentés dont 120 animaux de ferme européens et des animaux exotiques tels que des chimpanzés, des kangourous, des émeus, des lamas et des perroquets. 
En 1998, Otto Barth Senior a acheté Taunus Wunderland et l'a agrandi pour le transformer en parc d'attractions. Les représentations animées de contes de fées faites de la société Heissner ont été progressivement supprimés, de même que la collection de répliques de dinosaures. Cela existe encore partiellement et a été étendu avec de nouvelles répliques. Les animaux exotiques ont été confiés à des spécialistes et seul le nombre d'oiseaux exotiques a considérablement augmenté. 
À partir de 2016, le concept de Taunus Wunderland a été complètement revu avec quatre zones thématiques remodelées et de nouvelles mascottes. La mascotte principale est l'ours Muckel. Il est accompagné d'autres personnages comme Oncle Benno, Papy Alfred, Tante Rosi et Betty.
Taunus Wunderland est exploité par Taunus Wunderland et Otto Barth. La famille Barth est active en tant que forains depuis la cinquième génération.
Les directeurs généraux du parc sont Otto Barth Senior et son fils Otto Barth Junior. En 2019, l'entreprise familiale comptait une moyenne annuelle d'environ 165 employés et attirait un flux de visiteurs de 260 000 invités par an.

## Attractions

### Montagnes russes
| Nom               | Type                          | Constructeur   | Année |
| ----------------- | ----------------------------- | -------------- | ----- |
| Gobbi Express     | Montagnes russes E-Powered    | Mack Rides     | 2024  |
| Kuhddel Muuuhddel | Montagnes russes tournoyantes | SBF Visa Group | 2020  |
| Wilde Maus        | Wild Mouse                    | Mack Rides     | 1999  |

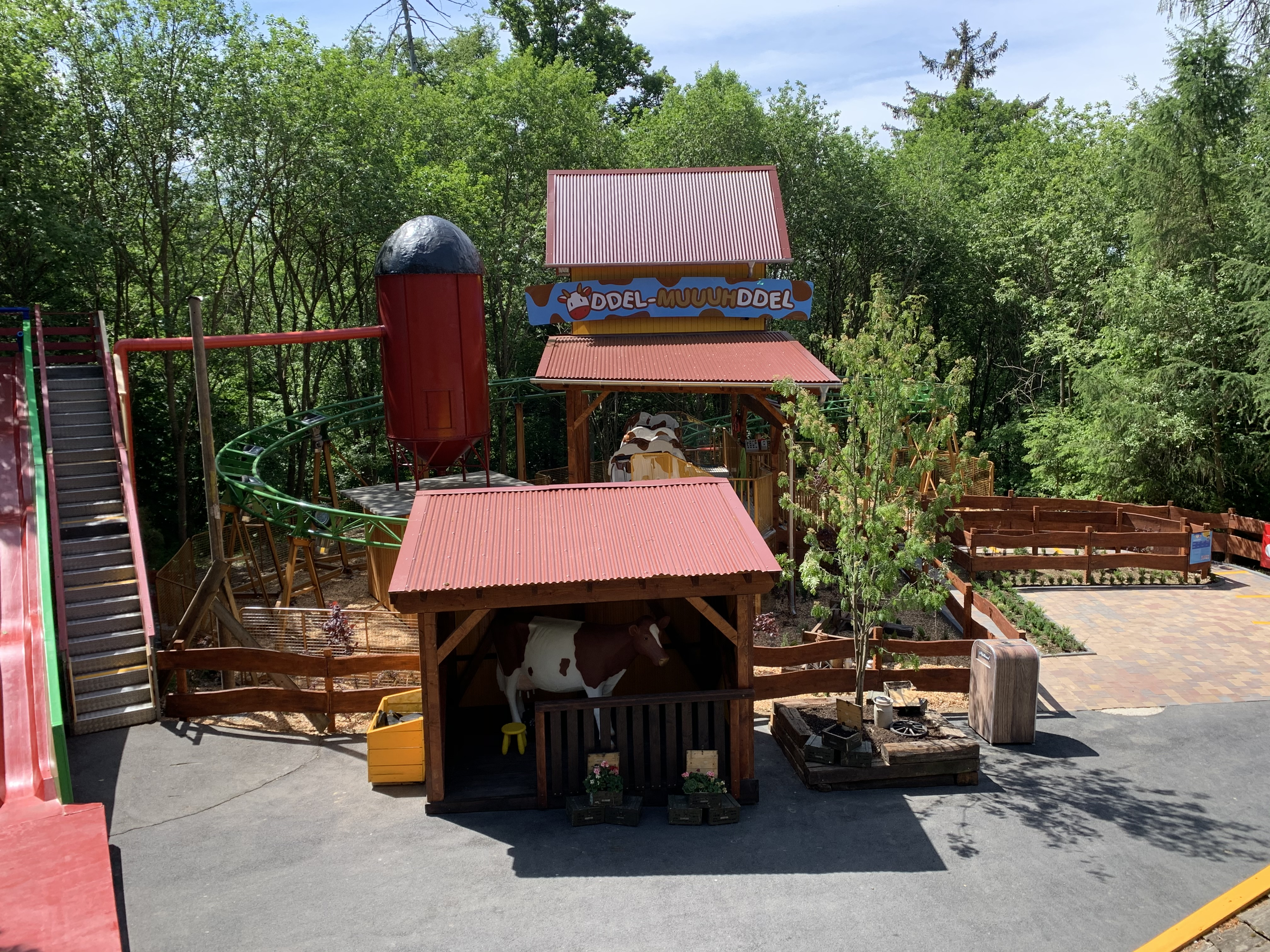
Kuhddel Muuuhddel.
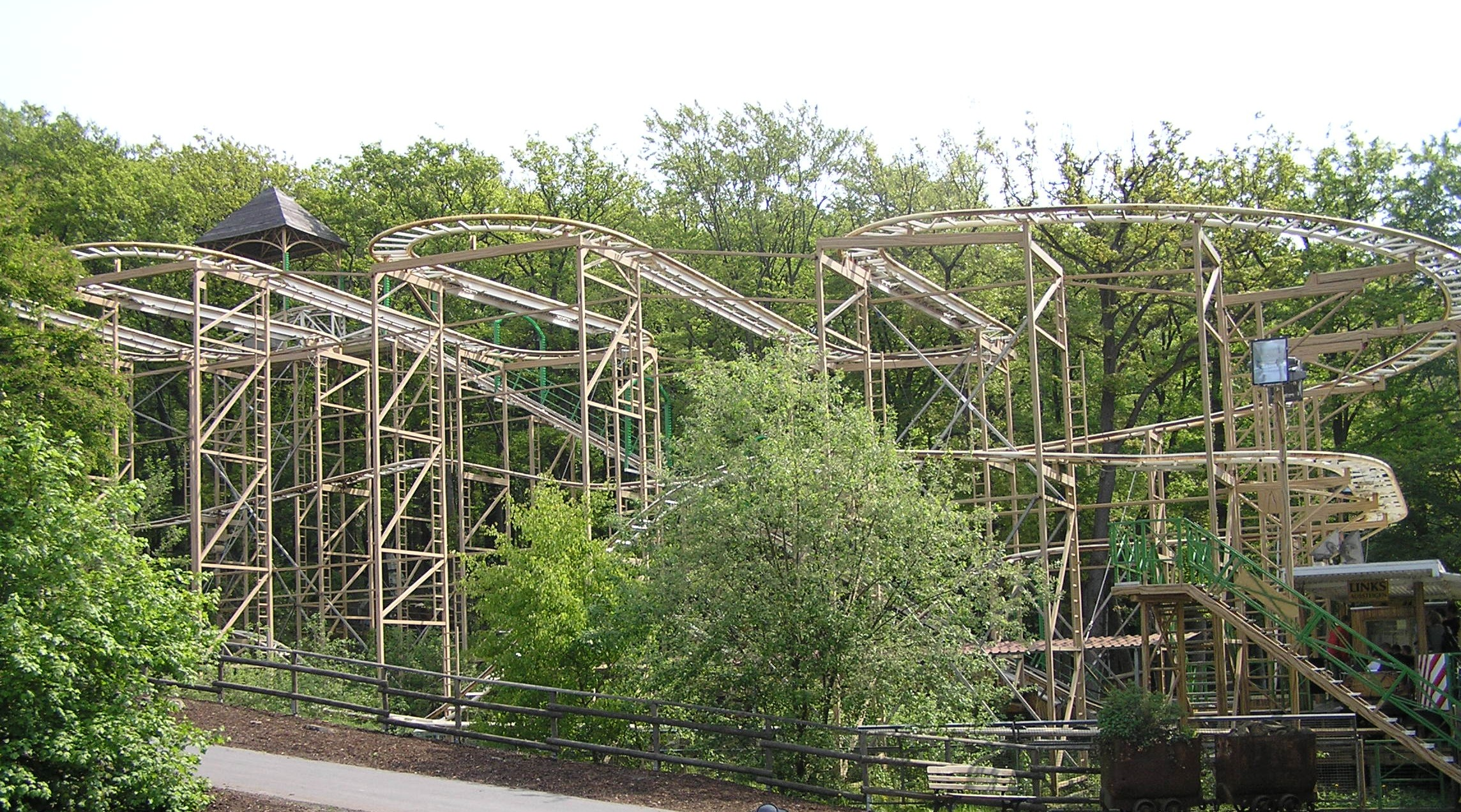
Wilde Maus.

### Autres attractions
- Autoscooter - Auto-tamponneuse
- Baby-Bumper - Auto-tamponneuse pour enfants
- Bonbonbad - Piscine à boules
- Dalmatiner Karussell - Carrousel pour enfants (SBF Visa Group), 2019
- Der Wilde T-Rex - Breakdance (SBF Visa Group), 2021
- Dino Hochbahn - Monorail (Metallbau Emmeln), 2011
- Forellenschleuder - Jet-ski (Zierer)
- Gickelbahn - Chevaux galopants (Metallbau Emmeln), 2018
- Heu Express - Mini train (Steinmaschinenbau Wiesbaden)
- Hexenstuhl - Tour (Sunkid Heege), 1998
- Himmelsstürmer - Chaises volantes (Zierer), 2000
- Jura Adventure - Walkthrough, 2014
- Käferkarussell - Carrousel
- Kanufahrt - Parcours en canoës
- Käpt'n Kit - Carrousel pour enfants
- Knall & Fall - Tour de chute (ABC Rides), 2010
- Luftschiff - Bateau à bascule (Metallbau Emmeln), 2005
- Mulchmulde - Aire de jeu, 2012
- Milanflug - Aerobatic Flight (SBF Visa Group), 2023
- Schwanensee - Carrousel (Metallbau Emmeln), 2015
- Spassboot - Pédalos pour enfants
- Spukhaus - Mad House, 1979
- Sturzflug - Toboggan
- Traubenrutsche - Bûches (Mack Rides), 2001
- Vulkanrutschen - Aire de jeu
- Wahrsager Wagen - Crazy Bus (SBF Visa Group), 2019
- Wald-Expedition - Parcours en voitures, 2015
- Wundergleiter - Simulateur de mouvements (Thomson UK), 2020

### Galerie

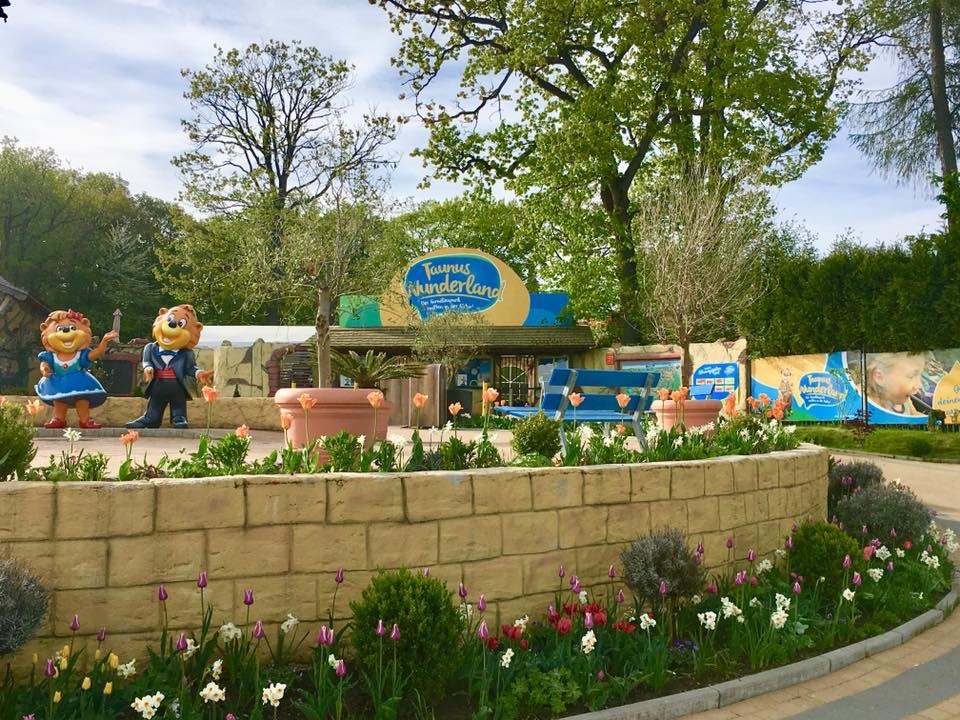
L'entrée du parc.
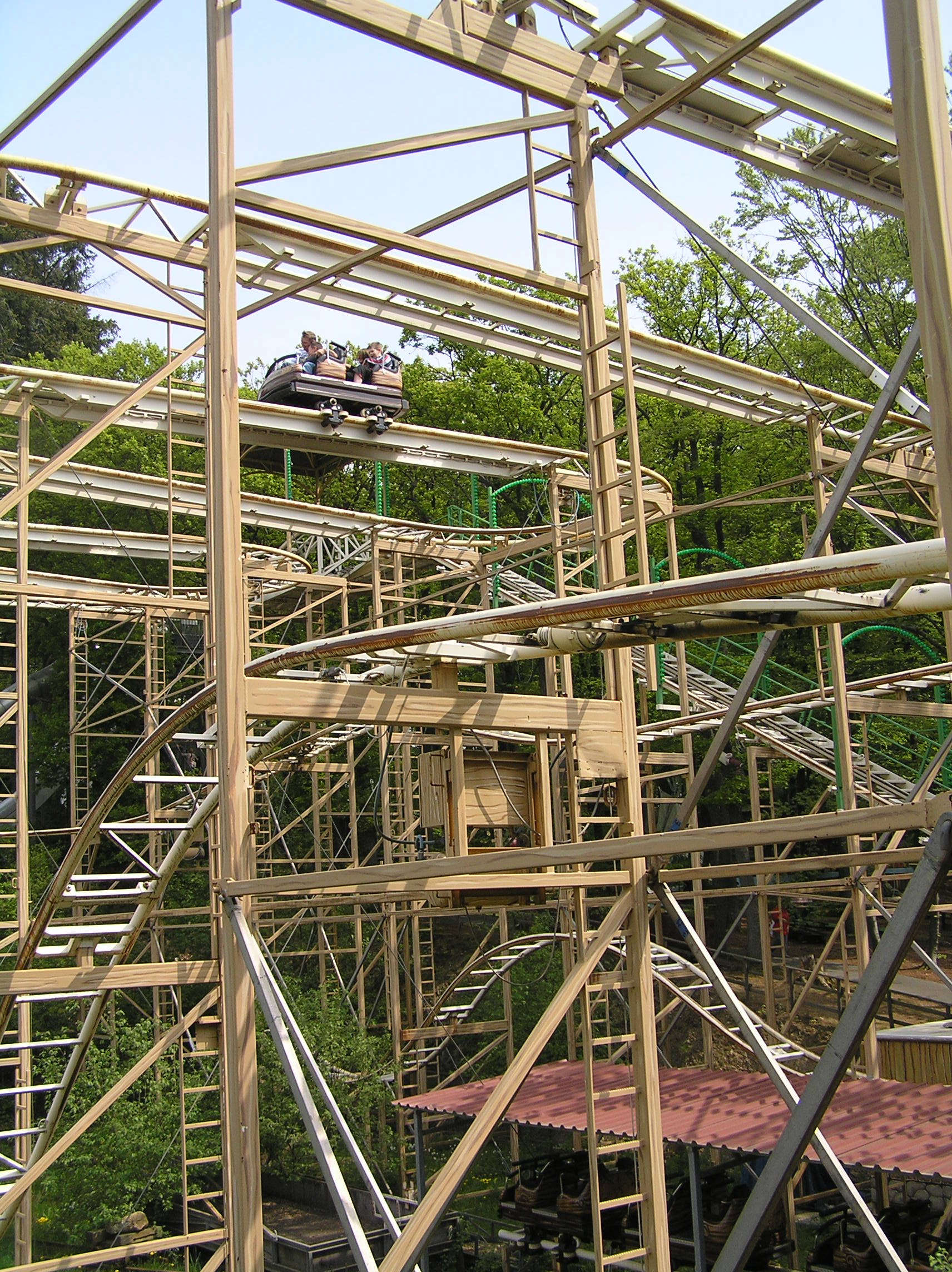
Wilde Maus.
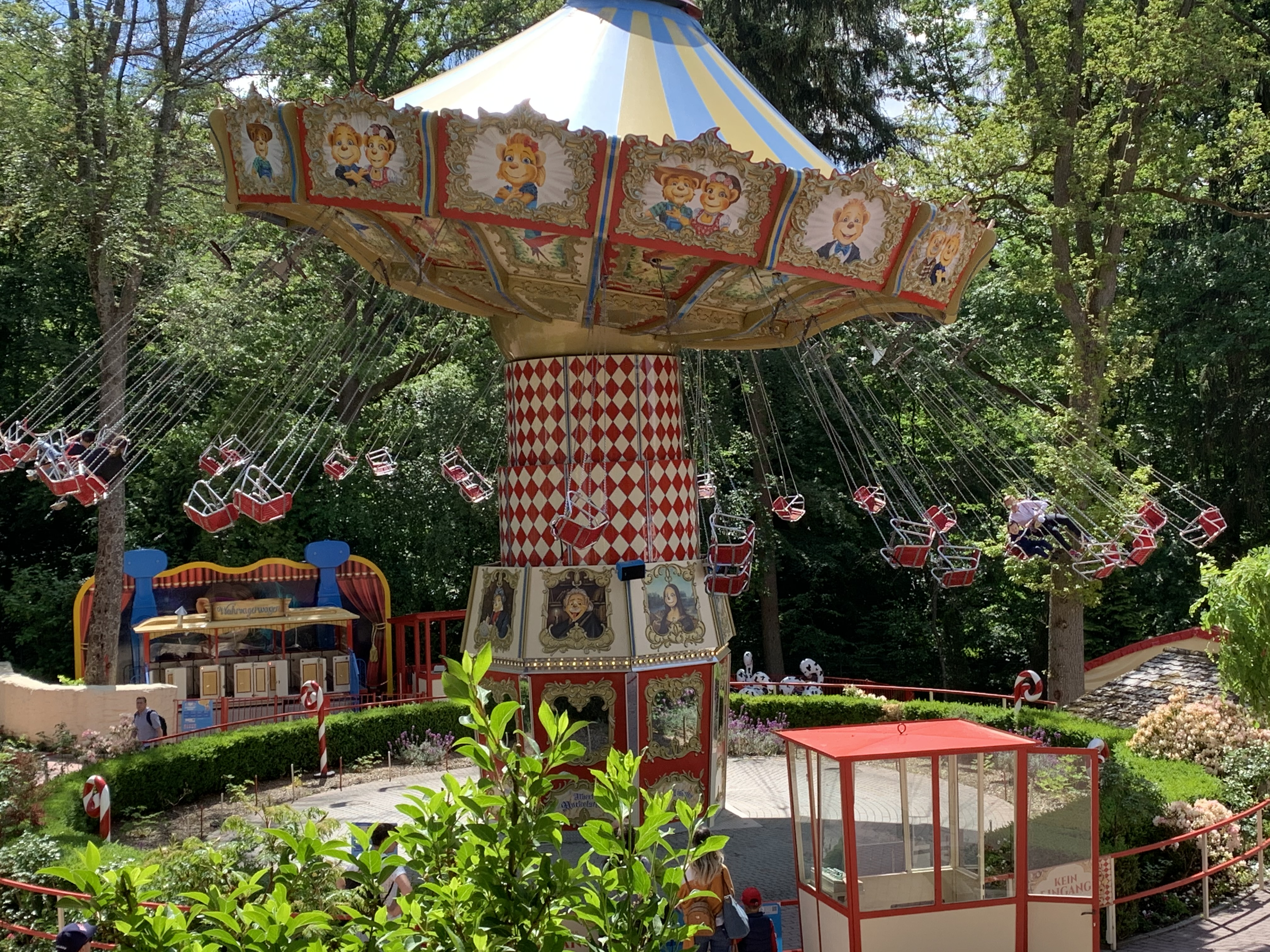
Himmelsstürmer.
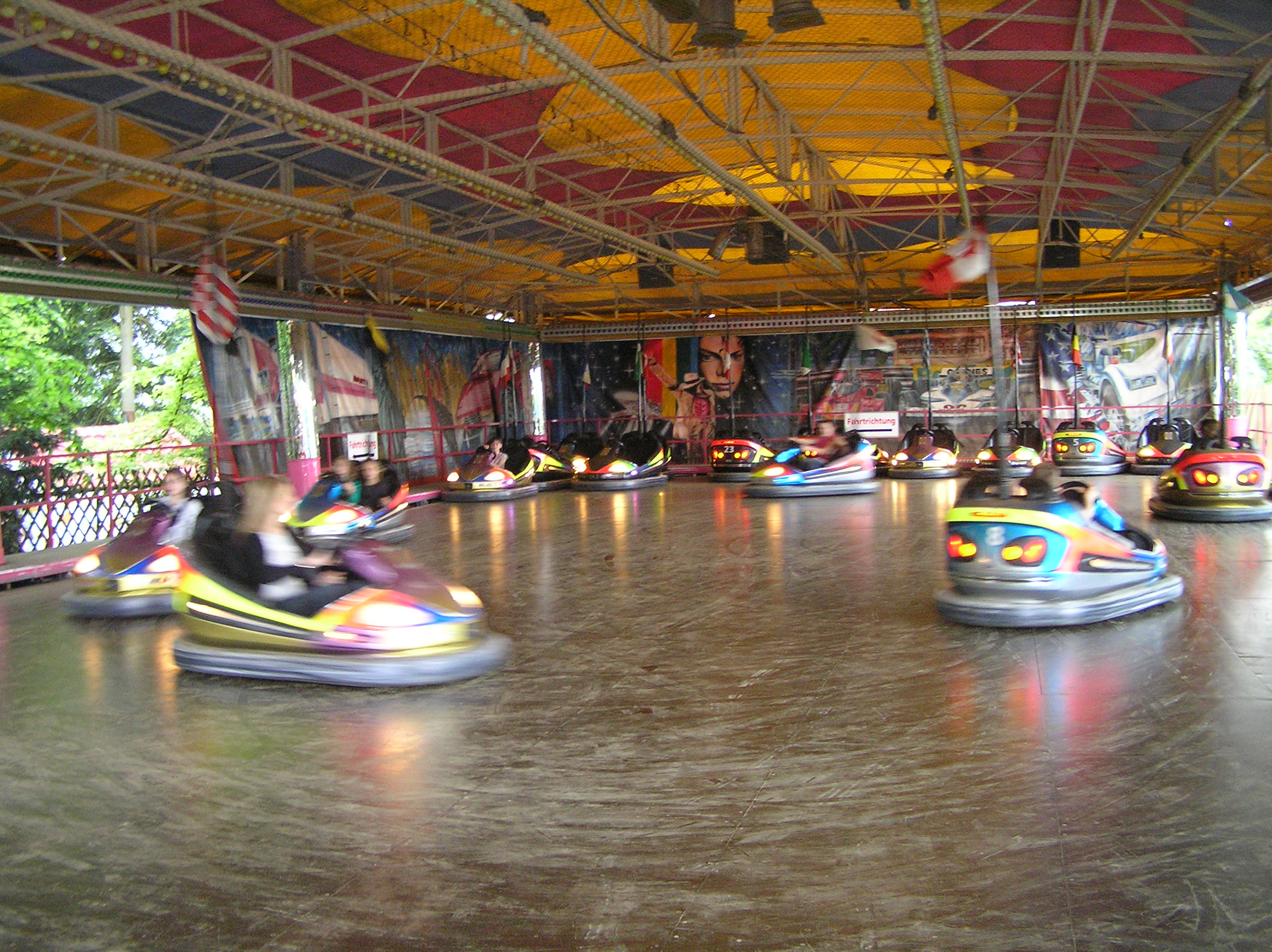
Les auto-tamponneuses.
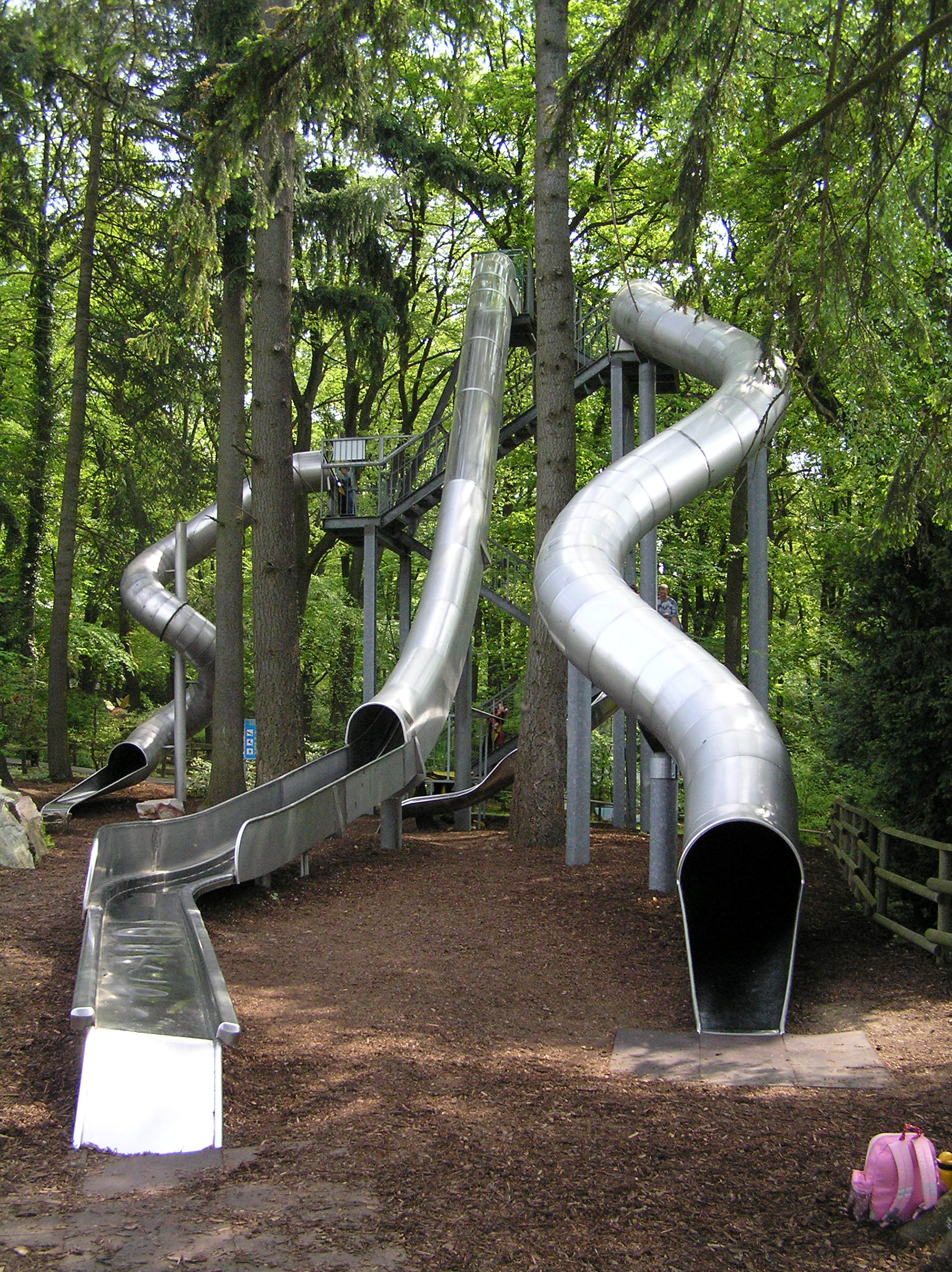
Röhrenrutschen.
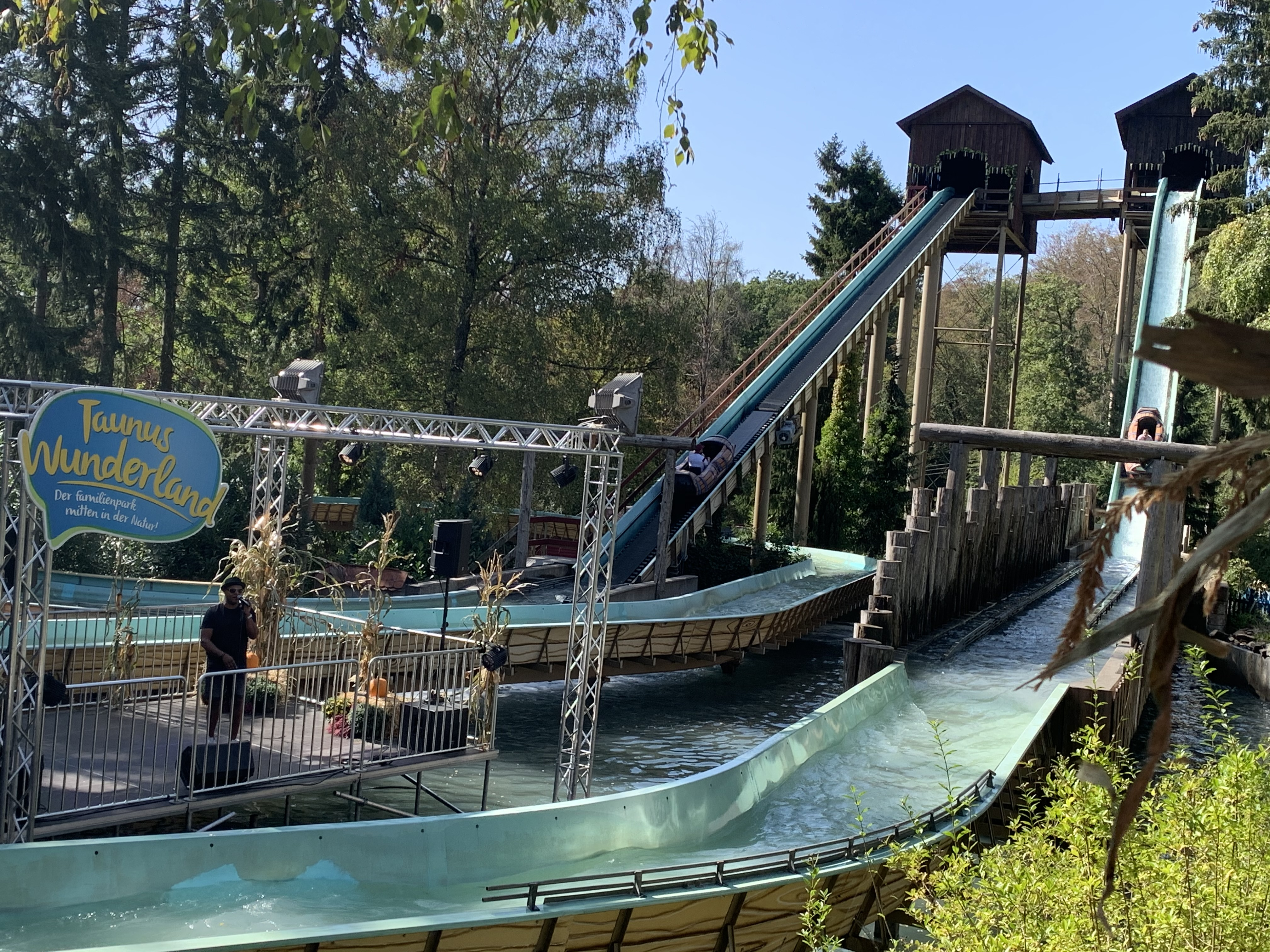
Traubenrutsche.